# THX 1138
THX 1138 is de debuutfilm van de Amerikaans filmregisseur George Lucas uit 1971 met in de hoofdrollen Robert Duvall en Maggie McOmie.
Het scenario van de film van George Lucas en Walter Murch was gebaseerd op de korte film Electronic Labyrinth: THX 1138 4EB, een productie die Lucas in 1967 maakte als student aan de University of Southern California. Deze korte film was gebaseerd op een idee van scenarist Matthew Robbins, een vriend van George Lucas.
De film flopte in de bioscopen in 1971. Na het succes van Star Wars (tegenwoordig beter bekend als Star Wars: Episode IV: A New Hope) in 1977 werd de film opnieuw uitgebracht, maar ook die release was niet succesvol. In de loop der jaren zou de film op beeldplaat, video en dvd worden uitgebracht en een omzet behalen van 2,4 miljoen.

## Verhaal
THX 1138 is een van de inwoners van een ondergrondse stad. Alles in deze wereld onder het aardoppervlak staat onder een strenge controle om te voorkomen dat de bewoners zich met andere taken bezighouden dan werken. Er moet aan zware, langdurende en gevaarlijke projecten worden gewerkt, zoals bijvoorbeeld de constructie van de androïden, waar THX aan werkt. Om de bevolking rustig te houden zijn emoties uitgebannen, drugs zorgen ervoor dat mensen lang en rustig kunnen doorwerken. Seks is verboden, nieuwe kinderen worden geboren in groeikamers waar alle foetussen zijn opgeslagen. Wie geboren wordt krijgt een letter-nummercode en qua uiterlijk lijkt iedereen op elkaar (men is kaal geschoren en draagt dezelfde eenheidskleding). Voor de veiligheid en orde zorgen androïden, die zijn gekleed als politieagenten. Ze moeten er onder andere op letten dat niemand de stad verlaat naar de oppervlakte. De aarde is namelijk geen veilige plaats meer als gevolg van radioactiviteit en andere verschrikkingen. Wie behoefte heeft aan spirituele bijstand kan gebruikmaken van kapellen, kleine hokjes die lijken op telefooncellen, waar je contact kunt zoeken met OMM 0910, de godheid van de stad.
De kamergenote van THX is LUH 3417. Samen met haar collega SEN 5241 houdt ze toezicht op de inwoners en beantwoordt hun vragen, die meestal gaan over druggebruik. Maar LUH begint te rebelleren, ze is gedesillusioneerd geraakt in OMM en stopt met het innemen van haar drugs. Dit is een ernstig misdrijf in de ondergrondse stad. Langzamerhand betrekt LUH ook THX bij haar rebellie door zijn pillen te vervangen door onschuldige producten. Het effect is dat THX voor het eerst echte emoties ondergaat en seksueel geprikkeld wordt. Al snel krijgen LUH en THX een seksuele relatie. Dit is een tweede misdrijf. Voor THX is het nu erop of eronder. Terugkeren naar zijn drugs betekent dat hij LUH moet opgeven, maar zonder drugs kan hij zijn gevaarlijk werk niet aan. Aangezien er geen oplossing is, besluiten ze te ontsnappen naar de aardoppervlakte. De collega van LUH, SEN blijkt jaloers op het koppel en laat haar overplaatsen in een poging de kamergenoot van THX te worden. Een wanhopige THX dient een klacht in tegen de overplaatsing en gaat aan het werk. Zonder de drugs maakt hij echter grote fouten. De autoriteiten stellen een onderzoek in en ontdekken de misdrijven van LUH en THX. Beiden worden gearresteerd.
THX wordt gevangengezet in een soort tussenwereld waar hij de eveneens gearresteerde SEN tegenkomt. Samen met SEN en SRT, een andere gevangene, probeert THX te ontsnappen. De ontsnappingspoging wordt direct gesignaleerd en de overheid stelt een budget van 14.000 kredieten beschikbaar om de drie te achterhalen. Al snel raakt SEN van de twee anderen gescheiden. Achtervolgd door de robotagenten zoeken THX en SRT een schuilplaats in een gebouw. Het blijkt een computercentrum te zijn en THX vindt hier informatie dat LUH is uitgeschakeld en beschikbaar gesteld voor orgaandonatie. Haar naam is inmiddels al beschikbaar gesteld aan foetus 66691. Terwijl THX en SRT verder vluchten, wordt SEN opgepakt door de robots. De andere twee stelen twee auto's en rijden weg. SRT verongelukt, terwijl THX verder rijdt over het ondergrondse wegenstelsel. Hij bereikt een ladder die leidt naar de oppervlakte. Als hij naar boven klimt, bereiken ook de robotagenten de ladder. Ze worden echter teruggeroepen omdat de limiet van het budget van 14.000 kredieten is bereikt. THX klimt door en bereikt het aardoppervlak. Tot zijn verbazing is het een leefbare wereld met vogels en een ondergaande zon.

## Rolverdeling
| Acteur                 | Personage               |
| ---------------------- | ----------------------- |
| Robert Duvall          | THX 1138                |
| Donald Pleasence       | SEN 5241                |
| Don Pedro Colley       | SRT, Hologram           |
| Maggie McOmie          | LUH 3417                |
| Ian Wolfe              | PTO, oude gevangene     |
| Marshall Efron         | TWA, gevangene          |
| Sid Haig               | NCH, gevangene          |
| John Pearce            | DWY, gevangene          |
| Irene Forrest          | IMM, gevangene          |
| Gary Alan Marsh        | CAM, gevangene          |
| John Seaton            | OUE, gevangene          |
| Eugene I. Stillman     | JOT, gevangene          |
| Raymond Walsh          | TRG, gevangene          |
| Mark Lawhead           | Shell Dweller           |
| Robert Feero           | Chrome Robot            |
| Johnny Weissmuller Jr. | Chrome Robot            |
| Claudette Bessing      | ELC                     |
| Susan Baldwin          | Control officier        |
| James Wheaton          | OMM (stem)              |
| Henry Jacobs           | Mark 8 student          |
| Bill Love              | Mark 8 instructeur      |
| Doc Scortt             | Monnik                  |
| Gary Austin            | Man in het geel         |
| Scott L. Menges        | Kind #1                 |
| Toby L. Stearns        | Kind #2                 |
| Paul K. Haje           | Aanklager rechtszaak    |
| Ralph Chesse           | Waarnemer rechtszaak    |
| Dion M. Chesse         | Verdediger rechtszaak   |
| Bruce Chesse           | Pontifex rechtszaak     |
| Mello Alexandria       | Hologram danser         |
| Barbara J. Artis       | Hologram danser         |
| Morris D. Erby         | Hologram nieuwsomroeper |
| Willie C. Barnes       | Hologram komiek         |
| Richard Quinnell       | Hologram komiek         |
| Jean M. Durand         | Hologram luisteraar     |
| Scott Beach            | Omroeper (stem)         |
| Neva Beach             | Omroeper (stem)         |
| Terence McGovern       | Omroeper (stem)         |
| Julie Payne            | Omroeper (stem)         |
| James Cranna           | Omroeper (stem)         |
| Ruth Silveira          | Omroeper (stem)         |
| Bruce Mackey           | Omroeper (stem)         |
| David Ogden Stiers     | Omroeper (stem)         |
| Bart Patton            | Omroeper (stem)         |
| John Rigg              | Computeroperator        |

## Voorgeschiedenis

### Jong talent
In 1969 zorgde de film Easy Rider voor een revolutie in Hollywood. Een film over twee hippies op een motor, gemaakt met een belachelijk laag budget met een jonge regisseur en nog jongere producent, werd een van de grootste hits in de Amerikaanse film. Het leidde een nieuwe fase in, de New Hollywood fase. Plotseling waren alle Amerikaanse filmstudio's op zoek naar jong filmtalent. Een van die talenten was Francis Ford Coppola. Coppola had in 1968 Finian's Rainbow gemaakt voor Warner Brothers, gevolgd door The Rain People in 1969 met James Caan en Robert Duvall voor dezelfde studio. Coppola richtte zijn eigen productiemaatschappij op en bestookte Warner met voorstellen voor films. Hij wilde kwaliteitsfilms maken met lage budgetten, gemaakt door jong en nieuw talent. Het enige voorstel dat in productie werd genomen was THX 1138 van George Lucas.

### Electronic Labyrinth: THX 1138: 4EB
George Lucas had gestudeerd aan de University of Southern California's School of Cinema-Television. Daar maakte hij in 1967 een korte film van 15 minuten onder de titel: Electronic Labyrinth: THX 1138: 4EB. Het idee voor de film kwam van Matthew Robbins en werd uitgewerkt in een scenario van een en een kwart pagina. Er zat maar één zin tekst voor de acteurs in. In de film wordt een man, THX 1138, voortdurend geobserveerd, al maakt de regisseur niet duidelijk waarom. De spelers zijn niet kaal geschoren en ook wordt geen reden gegeven waarom THX op de vlucht slaat. De film won verschillende prijzen en Lucas verwierf een stage bij Warner Brothers. Zijn stageopdracht bestond uit het observeren van de opnamen van Finian's Rainbow. Lucas raakte bevriend met Coppola en werd zijn regieassistent bij de opnamen van de The Rain People. Nadat Coppola zijn eigen productiemaatschappij had opgericht, werd Lucas naar voren geschoven als een van de talenten die in staat was om een langere film te regisseren.

### Zoetrope
De productiemaatschappij van Coppola kreeg de naam American Zoetrope. George Lucas was naast Coppola een van de oprichters. Coppola stuurde verschillende ideeën naar Warner Brothers voor een speelfilm die Zoetrope zou produceren. Warner die ook had gezien wat Easy Rider had teweeggebracht, wilde niet achterblijven en zocht naar een jonge talentvolle regisseur met goede ideeën. De vijfentwintigjarige Lucas paste met zijn onderscheiden korte film goed in dit plaatje. Besloten werd om zijn korte film Electronic Labyrinth: THX 1138: 4EB om te werken tot een lange speelfilm onder de titel THX 1138. Zoetrope zou samen met het productiebedrijf W7 en Warner Brothers de productie produceren en financieren. Het budget zou rond de 500.000 dollar liggen (uiteindelijk liep het op tot ca. 770.000 dollar).

## Scenario

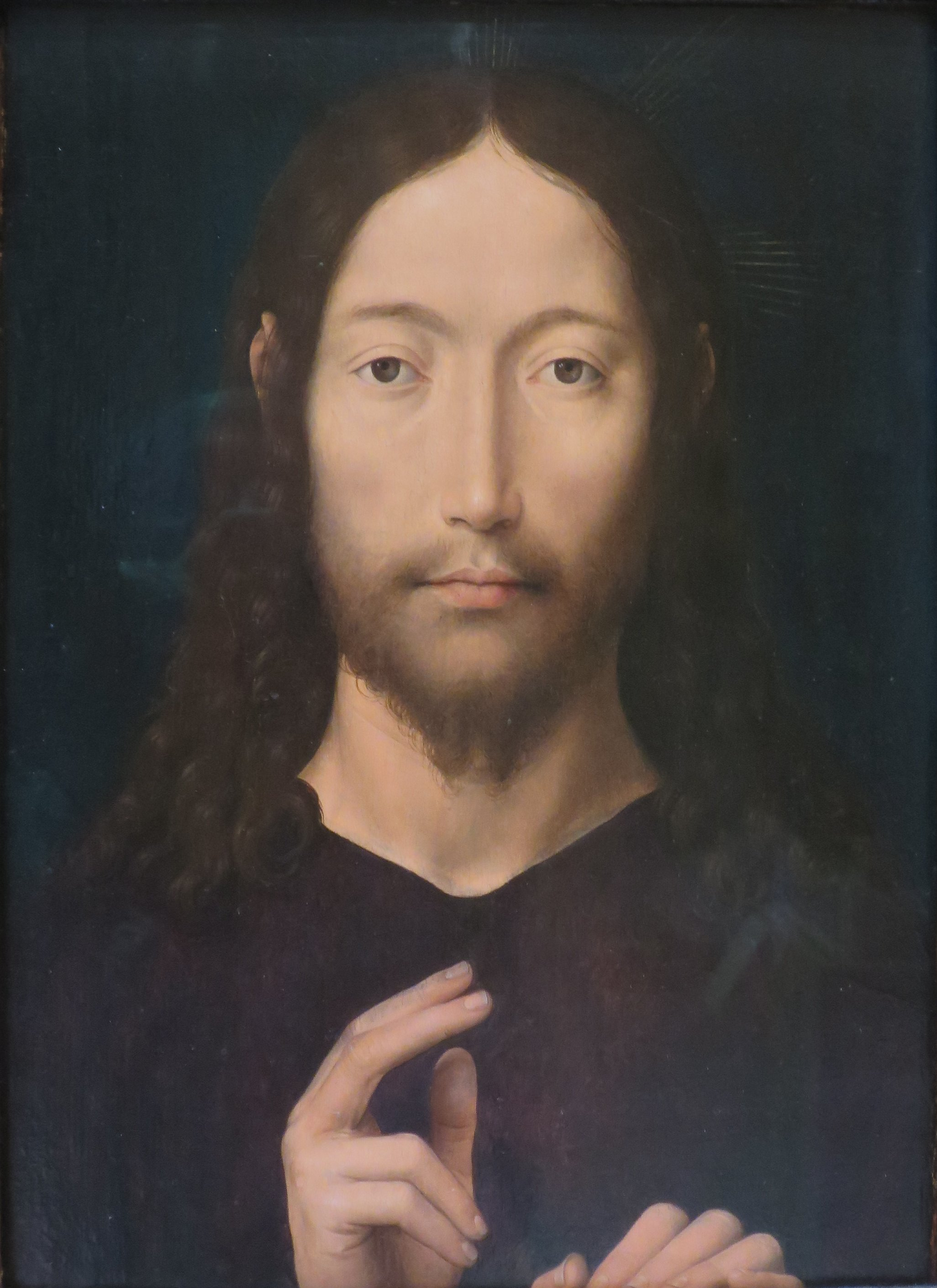
Hans Memling's Christus geeft zijn zegen" (1478) werd gebruikt voor OMM 0910.

Het oorspronkelijke scenario van Electronic Labyrinth: THX 1138: 4EB van 1 1/4 pagina werd nu uitgebreid tot een volwaardig scenario voor een speelfilm. Lucas deed het werk zelf en was zo'n twaalf uur per dag bezig met schrijven. Hij regisseerde liever dan hij schreef, maar vond dat hij het scenario voor zijn eersteling zelf moest schrijven. Later kreeg hij hulp van Walter Murch, die vrijwel alle dialogen herschreef. Het uitgangspunt van het scenario bleef THX 1138 die in een claustrofobische wereld wordt geobserveerd en ten slotte vlucht. Hoewel de film speelt in een niet nader gespecificeerde toekomst, wilde Lucas niet de toekomst verbeelden, maar kritiek leveren op de consumptiemaatschappij van 1970. Om die reden bidden de inwoners van de stad tot de geheimzinnige OMM 0910. Deze 'god' manifesteert zich via de kapellen die eruitzien als telefoonhokjes. Het is duidelijk dat OMM spreekt via opgenomen boodschappen. Als THX 1138 bijvoorbeeld praat over zijn problemen hoor je OMM 'zeggen': Ja of Kun je dat iets specifieker maken?. Na elk gesprek sluit OMM 0910 met de woorden Koop meer. Behalve THX en OMM hebben alle personages in de film een cijfer/lettercombinatie als LUH 3417 en SEN 5241. Op de dvd-compilatie Reel Talent meldt Lucas dat hij de cijfer/lettercombinaties koos op basis van de symmetrie en esthetische kwaliteiten. Volgens Walter Murch koos Lucas de lettercombinaties vanwege de connectie met andere woorden: THX voor "sex" (seks), LUH voor "love" (liefde), en SEN voor "sin" (zonde). Veel dialoog zit er niet in de film. Lucas verklaarde dit door aan te geven tot hij liever de stemming en de betekenis van de film wilde laten zien door de vormgeving van de film, die eruitziet als objectieve documentaire. Een deel van de dialoog komt uit de echte wereld. Als SEN probeert THX naar zijn kant te komen, gebruikt hij teksten uit speeches van de toenmalige president Richard Nixon.

## Acteurs
Het was George Lucas die er op stond dat toneelacteur James Wheaton werd ingezet als de stem van OMM 0910 in plaats van Orson Welles. Hij vond de getrainde stem van een toneelacteur meer bijdragen aan de film. Stemmen waren sowieso belangrijk. De meeste acteurs zijn alleen te horen via intercoms en om die reden zocht Lucas contact met de theatergroep The Committee uit San Francisco. Ze kregen van hem een korte schets van de 'personages' die moesten "spelen" en liet ze vervolgens improviseren. De figuranten die wel in de film te zien zijn, waren juist geen acteur. Omdat er een groot aantal kaal geschoren mensen in de stad rondloopt, zocht Lucas contact met het Synanon Drugs Rehabilitatie Centrum in San Francisco. Een groep voormalige verslaafden, die nog onder toezicht stond, was bereid mee te werken. Ze waren al kaal geschoren omdat dit een van de voorwaarden was geweest voor deelname aan het rehabilitatieprogramma. Acteur Robert Duvall had geen enkele moeite om zijn hoofd te laten scheren. Zijn kans om voor het eerst een hoofdrol te spelen in een film sinds hij in 1962 debuteerde in To Kill a Mockingbird, maakte dat scheren van zijn hoofdhaar wel zijn laatste probleem was. Een aantal, onbekend gebleven, actrices zag echter van de rol van LUH af, juist vanwege het kale hoofd. In de featurette Bald op de 2004 editie van de film is te zien hoe verschillende acteurs hun hoofdhaar laten scheren.

## Productie

### Opnamen
De opnamen begonnen op 22 september 1969 met de achtervolgingsscènes. Er werd het eerst gefilmd in de nog niet afgebouwde tunnels van de BART Subway System van San Francisco. Halverwege november 1969 waren de opnamen klaar.

### De witte leegte
Een van de beklemmende scènes is die van de 'witte leegte', de gevangenis waar THX wordt vastgehouden in een vormloze tussenwereld. Lucas filmde hiervoor op een enorme witte set, met een cameralens die zo lang was dat de camera op een naastgelegen set werd geplaatst en waarbij de filmploegen communiceerden via een koptelefoon met microfoon. De set was opgebouwd uit vloeren die bestonden uit gebogen witgeschilderde onderlagen die de acteurs het gevoel gaven dat ze voortdurend wegzakten. Elk gevoel van perspectief verdween en menig acteur liep te wankelen tijdens de repetitie.

### THX en de robotagenten
De achtervolging door de robotagenten van THX en STR in het computercentrum werd gefilmd in een telefooncentrale. De getoonde rijen elektronische apparatuur zijn eigenlijk de normale telefoonschakelborden van een centrale van 1969.

### De achtervolging

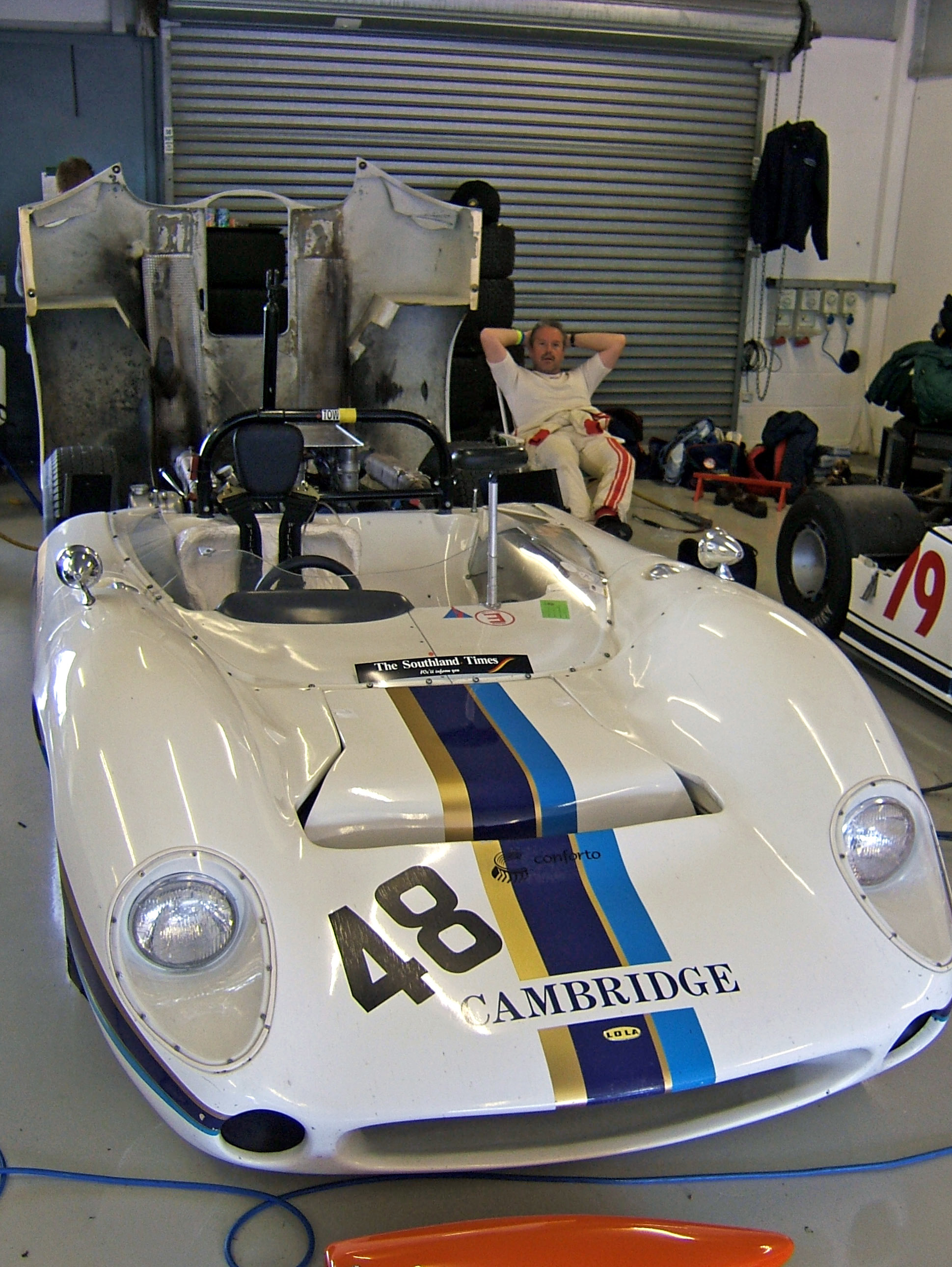
The T70 werd gebruikt in de film.

Voor de achtervolgingsscène werden twee Lola T70 Mk.IIIs-raceauto's gebruikt. De auto's waren ontworpen door Lola Cars in Groot-Brittannië in 1965 en namen deel aan diverse races, zoals LeMans en Daytona in 1968 en 1969. Ze werden achtervolgd door Yamaha TA125/250cc-motoren. Tijdens de opnamen was er een ongeval met Stuntman Ronald "Duffy" Hambleton. Hij reed op volle snelheid in een stellage, vloog over het stuur, werd geraakt door de vallende motor en klapte tegen de gecrashte Lola T70. Hambleton overleefde het ongeval en Lucas handhaafde de opname in de montage.

### De ontsnapping
Aan het einde van de film ontsnapt THX aan de ondergrondse stad door omhoog te klimmen door een buis.
Lucas liet de camera 90 graden draaien en filmde de acteurs in de nog horizontaal liggende tunnelbuis van de BART ondergrondse. De acteurs gebruikten de versterkte spoorstaven als ladder. Overigens is het niet Robert Duvall die te zien is als THX 1138, maar Matthew Robbins met een badmuts.

### Locaties
Vanwege het lage budget moest Lucas veel improviseren. Hij had THX 1138 willen opnemen in Japan, maar kreeg hiervoor geen toestemming van producent Coppola. Alle opnamen werden vervolgens gemaakt in San Francisco en omgeving. Zo werden de achtervolgingsscènes opgenomen in een aantal tunnels, de Alamedatunnel in Oakland, en de, toen nog, in aanbouw zijnde Broadwaytunnel in San Francisco. Andere locaties waren het Marin County Civic Center in San Rafael, ontworpen door Frank Lloyd Wright, Lawrence Hall of Science, Berkeley, en San Francisco International Airport. Studio-opnamen werden gemaakt in de American Zoetrope Studio's, Los Angeles.

### Postproductie
Na het einde van de opnames in november 1969 begon Lucas de montage die zou duren tot eind juni 1970. De montage was belangrijk om de opnames van bestaande gebouwen en tunnels zo te combineren dat het leek op een stad onder de grond. Walter Murch zorgde voor het geluid. Hij verzamelde geluidsfragmenten die moesten doorgaan voor radioverkeer en aankondigingen. De geluiden kwamen van telefoonpiepjes, die elektronisch werden aangepast. Vervolgens synchroniseerde Murch alles met de beelden.

## Nasleep
De studiobazen van Warner Brothers waren niet gelukkig met het eindresultaat. Ze schrokken zo van de afgeleverde film dat er vijf minuten werd uitgesneden en het marketingbudget gehalveerd. Het gevolg was dat de film met een minimum aan publiciteit in de bioscopen kwam. Ondanks overwegend positieve kritieken flopte de film en American Zoetrope ging als gevolg daarvan bijna failliet. De naam van George Lucas was echter wel gemaakt. Hij mocht American Graffiti maken, een film die wel succesvol was en er toe leidde dat hij in 1977 Star Wars: Episode IV: A New Hope mocht maken. Coppola zou American Zoetrope weer laten herrijzen na het succes van The Godfather (1972) en The Godfather: Part II (1974).

## Titel
Er is veel gespeculeerd over de titel van de film THX 1138. Het telefoonnummer van George Lucas in 1969 in San Francisco was 849 1138. Amerikaanse telefoons hadden op elk nummerknopje ook een cijferreeks van 3 tot 4 cijfers. Bij de '8' staat 'TUV', bij de '4' staat 'GHI' en bij de negen 'WXYZ'. Dit leidde tot de speculatie dat Lucas zijn eigen telefoonnummer als uitgangspunt had genomen. Lucas zelf heeft dit nooit toegegeven of ontkend.

## Versies

### Theatrical cut
Er zijn drie versies bekend van THX 1138. Het origineel dat in de bioscopen draaide in 1971 duurde 81 minuten en was door Warner Brothers opnieuw gemonteerd waarbij vijf minuten uit de film werd gesneden. Deze versie wordt de 'theatrical cut' (bioscoopmontage) genoemd.

### Original cut
In 1977 werd de film opnieuw uitgebracht in de bioscopen. De verloren vijf minuten film waren weer in de rolprent gemonteerd. Het geheel duurde 86 minuten, dit is de tweede versie beter bekend als de 'original cut' (de oorspronkelijk montage). De original cut werd uitgebracht op VHS video en later op beeldplaat.

### Director's cut
Als gevolg van de bedenkingen die Lucas aanvankelijk had tegen het dvd-formaat duurde het tot 2004 voor een derde versie uitkwam. De zogenaamde 'director's cut' (montage van de regisseur) kwam in 2004 uit op dvd. Voor deze versie werd de film gerestaureerd en gedigitaliseerd door respectievelijk Industrial Light & Magic en Lowry Digital Images. Een aantal scènes werd aangepast en hier en daar werd de gesproken tekst veranderd. Net als bij de restauratie van Star Wars werden bijvoorbeeld de menigten uitgebreid. Sommige acteurs werden vervangen in de computer en scènes toegevoegd. In totaal voegde Lucas twee extra minuten aan materiaal toe. De director's cut duurde daarmee 88 minuten. In 2010 werd deze versie op blu-ray uitgebracht. Noch de bioscoopmontage, noch de originele montage zijn opgenomen op de dvd of blu-ray.